# Devil’s Hole (Jersey)

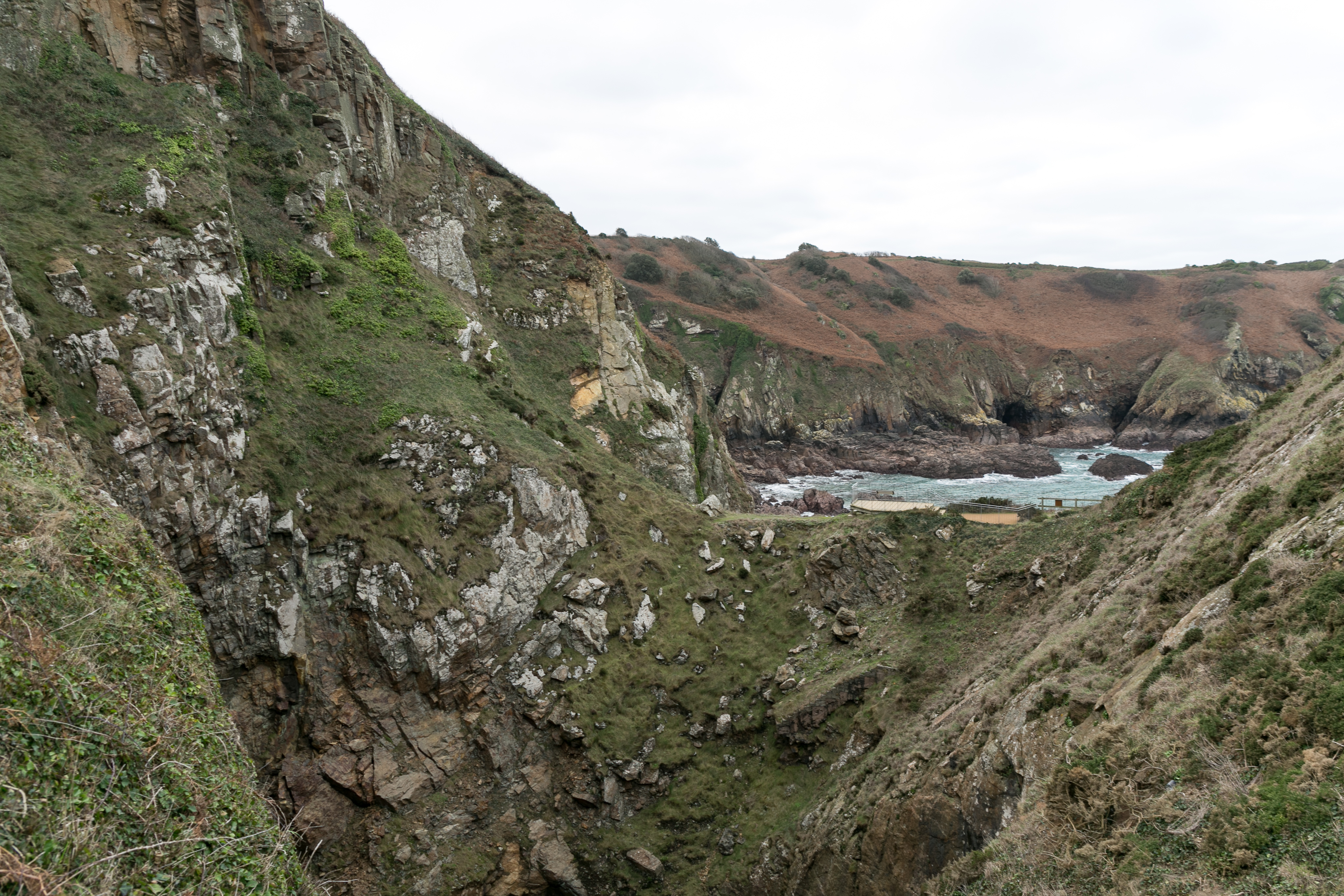
Devil’s Hole

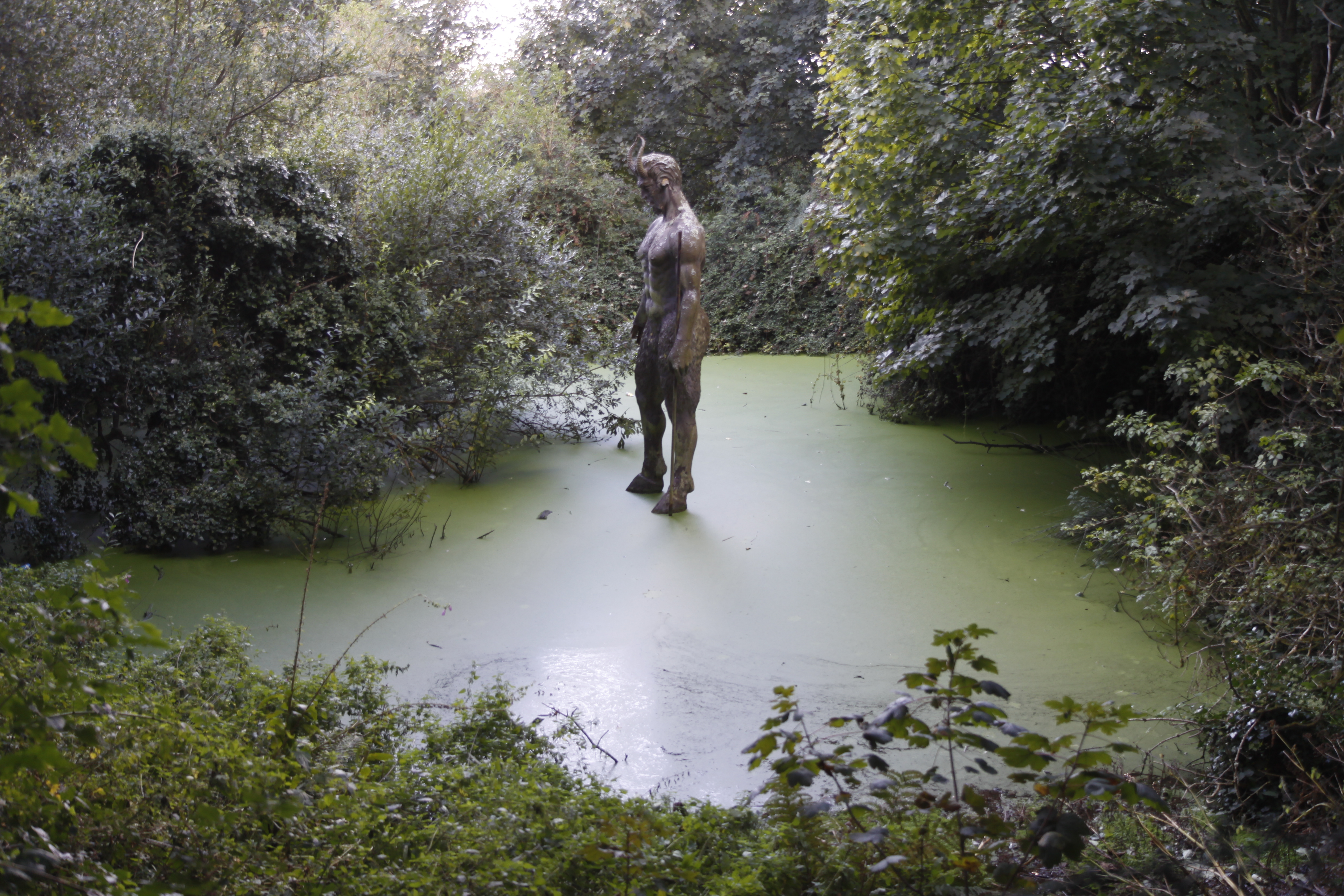
Teufelsfigur

Das Devil’s Hole (deutsch Teufelsloch) ist eine Art Blowhole-Einsturzkrater oder Erdfall in der Klippe bei St Mary an der Nordküste der Kanalinsel Jersey, der etwa 30 m Durchmesser hat und 60 m tief ist. Er wurde durch das Meer verursacht, das das Dach einer einstigen Höhle abgetragen hatte, bis es zusammenbrach und einen Krater bildete.
Der Name „Devil’s Hole“ ist erst im 19. Jahrhundert erfunden worden. Früher hieß es „Le Creux de Vis“ oder „Spiral Cave“. Sein heutiger Name ist mit dem Schiffbruch eines französischen Bootes im Jahr 1851 verbunden. Seine Galionsfigur wurde von der Flut in das Loch gestoßen, und ein einheimischer Bildhauer verwandelte den Torso in einen hölzernen Teufel mit Hörnern. Heute steht die Nachbildung eines Teufels aus Metall in einem Pool auf dem Weg zum Krater.